# Związek Powiatów Polskich
Związek Powiatów Polskich – stowarzyszenie powiatów działające w dwudziestoleciu międzywojennym i III RP, mające za zadanie obronę ich wspólnych interesów.
Zostało reaktywowane z inicjatywy samorządowców powiatów i miast na prawach powiatów w dniach 26 i 27 lutego 1999 w Nowym Sączu na Zebraniu Założycielskim Związku Powiatów Polskich. 17 marca 1999 Sąd Okręgowy w Warszawie dokonał rejestracji stowarzyszenia. 28 maja 1999 odbyło się I Zgromadzenie Ogólne ZPP, które dokonało wyboru władz statutowych Związku.
Związek Powiatów Polskich realizuje swe zadania poprzez: 
- reprezentowanie powiatów na forum ogólnopaństwowym i międzynarodowym,
- inicjowanie i opiniowanie projektów aktów prawnych, dotyczących samorządów terytorialnych,
- propagowanie wymiany doświadczeń w zakresie wykonywanych zadań własnych i zadań z zakresu administracji rządowej,
- inspirowanie i podejmowanie wspólnych inicjatyw mających wpływ na rozwój społeczności powiatowych,
- inspirowanie i podejmowanie wspólnych inicjatyw służących społeczno-gospodarczemu rozwojowi powiatów, nawiązywanie kontaktów zagranicznych oraz wymianę naukową i kulturalną,
- prowadzenie pracy informacyjnej, konsultacyjnej i programowej mającej na celu rozwiązywanie problemów w zakresie poszczególnych dziedzin działalności samorządu terytorialnego,
- prowadzenie działalności wydawniczej i promocyjnej, dotyczącej problematyki Związku i jego członków.

Związek Powiatów Polskich skupia 315 powiatów i miast na prawach powiatów (w Polsce jest 380 powiatów, w tym 66 to miasta na prawach powiatu, a 314 to powiaty). Prezesem Zarządu Związku Powiatów Polskich jest starosta bielski Andrzej Płonka. 